# Baduhenne
Baduhenne, Baduhenna Sylva, grande forêt qui couvrait le pays des Frisons (presque tous les Pays-Bas actuels) qui était ainsi nommée d'après une divinité du pays appelée Bada ou Pada, qui n'était peut être que la forêt personnifiée. 900 romains y furent taillés en pièces par les Germains ou Frisons en l'an 28 ap. J.-C.

## Source
Cet article comprend des extraits du Dictionnaire Bouillet. Il est possible de supprimer cette indication, si le texte reflète le savoir actuel sur ce thème, si les sources sont citées, s'il satisfait aux exigences linguistiques actuelles et s'il ne contient pas de propos qui vont à l'encontre des règles de neutralité de Wikipédia.